# Uberispora heteroseptata
Uberispora heteroseptata är en svampart som beskrevs av R.F. Castañeda, Guarro & Cano 1996. Uberispora heteroseptata ingår i släktet Uberispora, divisionen sporsäcksvampar och riket svampar.   Inga underarter finns listade i Catalogue of Life.